# Rue des Déchargeurs
La rue des Déchargeurs est une voie du 1er arrondissement de Paris, en France.

## Situation et accès
La numérotation va du numéro 3, rue des Déchargeurs au numéro 11.

## Origine du nom
La rue des Déchargeurs se nommait « Siège-aux-Déchargeurs » vers 1300, en référence aux déchargeurs des Halles de Paris voisines (voir aussi: Forts des Halles).

## Historique
Cette voie est citée dans Le Dit des rues de Paris, de Guillot de Paris, sous la forme « rue à Descarcheeurs ».
À l'origine, la rue allait de la rue des Mauvaises-Paroles à la rue de la Ferronnerie. Elle croisait la rue du Plat-d'Étain, la rue des Limaces et la rue des Fourreurs. 
Elle est citée sous le nom de « rue des Deschargeurs » dans un manuscrit de 1636. 
En 1817, la rue faisait partie de l'ancien 4e arrondissement de Paris commençait aux nos 16-18, rue des Mauvaises-Paroles et se terminait no 39, rue de la Ferronnerie et no 1, rue Saint-Honoré.

Les numéros de la rue étaient noirs. Le dernier numéro impair était le no 19 et le dernier numéro pair était le no 20.

Les nos 14 à 20 faisaient partie du quartier des Marchés et nos 2 à 12 ainsi que tous les numéros impairs  faisaient partie du quartier Saint-Honoré.
Sous le Second Empire, un décret du 21 juin 1854 réorganise les abords des Halles et prévoit notamment le percement de l'actuelle rue des Halles. Dans le cadre de cette opération d'urbanisme, les rues des Mauvaises-paroles et de la Limace disparaissent et la rue des Fourreurs est absorbée par la rue des Halles. La rue des Déchargeurs est reliée à la nouvelle rue de Rivoli, alors que la section de la rue entre la nouvelle rue des Halles et la rue de Ferronnerie disparait. La rue est en partie élargie,.

## Bâtiments remarquables et lieux de mémoire
- Le peintre Simon Mathurin Lantara (1729-1778) demeura dans cette rue à un moment de sa vie[7].

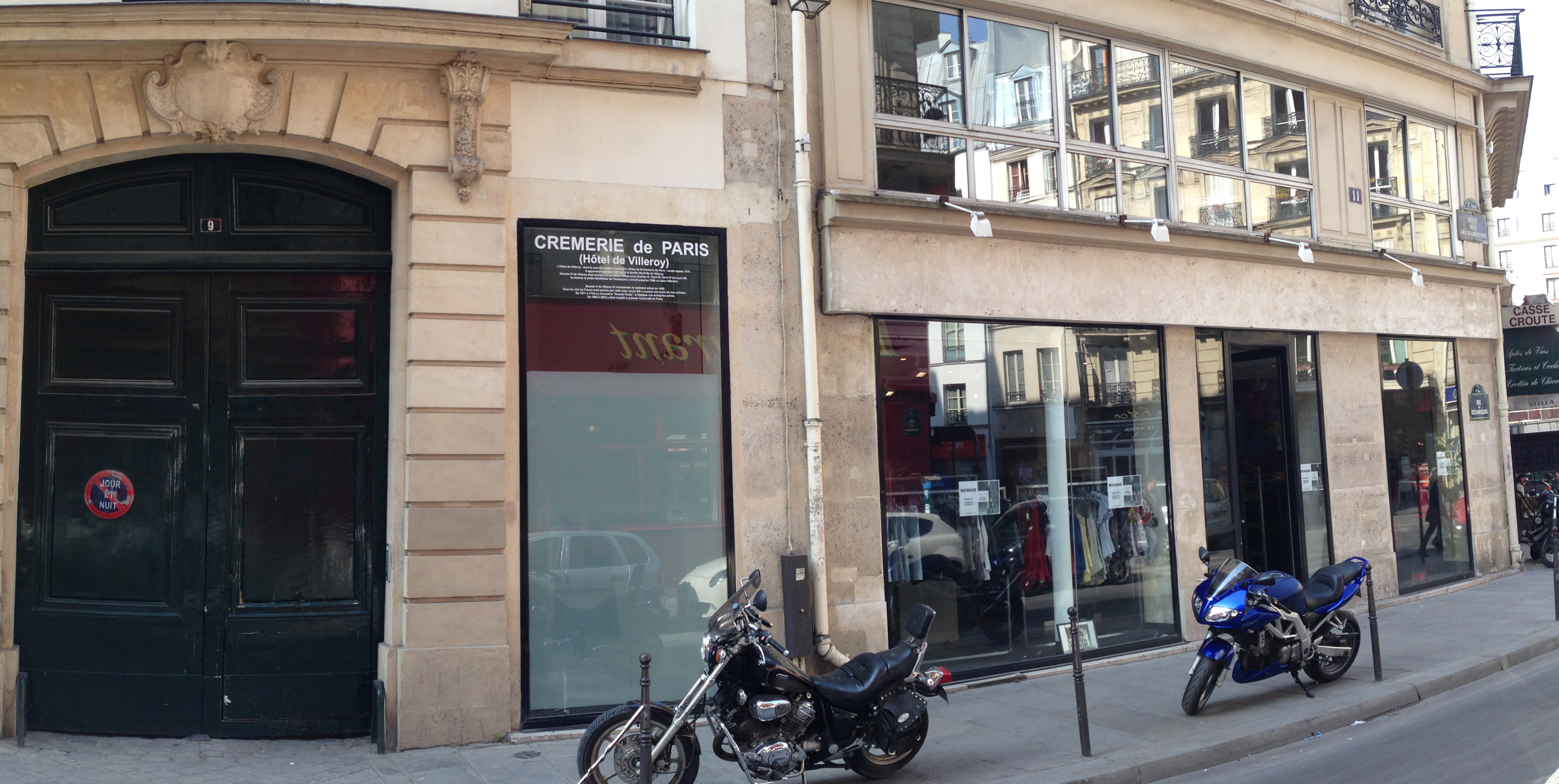
Entrée de l'hôtel de Villeroy au no 9.

- No 3 : théâtre Les Déchargeurs, construit en 1708[8], théâtre depuis 1984.
- No 9 : hôtel de Villeroy / hôtel de la Poste construit en 1560, 1640 et 1691, ancien haut lieu du Royaume de France (environ 1500-1671), bâtiment important dans l'histoire de la Poste (1671-1738)[9], habitations et centre d'exposition Crèmerie de Paris depuis 2011.
- No 11, à l'angle avec le no 15, rue des Halles : ancien pavillon des Drapiers[10] construit en 1660 par Jacques Bruant (frère de Libéral), façade démontée en 1868 et transférée au musée Carnavalet[11], caves toujours existantes au sous-sol du centre d'exposition Crèmerie de Paris, qui était une crèmerie du temps des halles centrales (1870-1970), et qui se trouve dans un bâtiment de style haussmannien construit sur l'emplacement du pavillon.

## Tournage de film
Le 14 août 2019, la Crémerie de Paris a servi de lieu de tournage pour la série Emily in Paris.

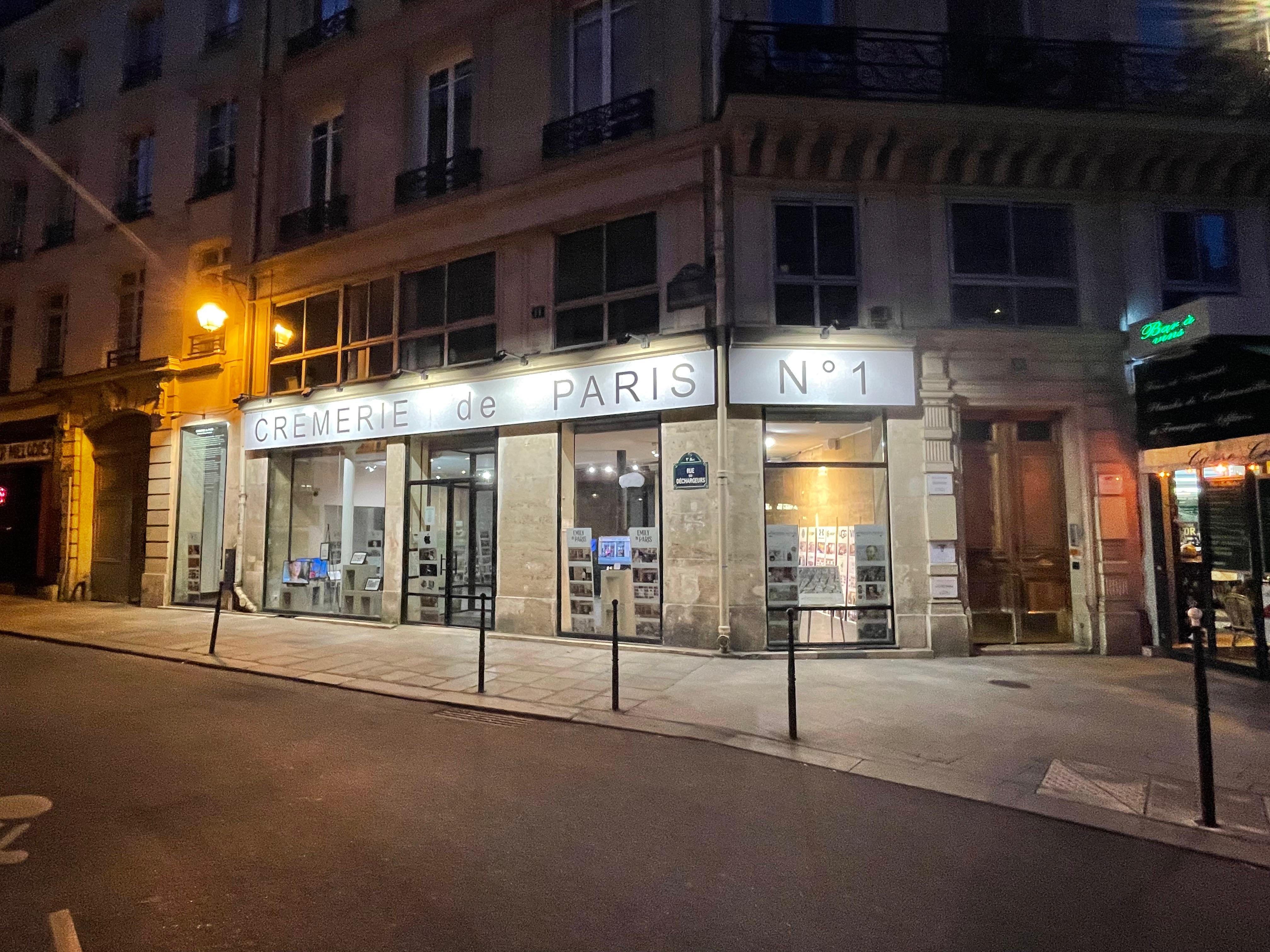
Gym à la Cremerie de Paris. Entre différents évènements, la Crémerie de Paris est décorée comme un musée de son histoire et montre dans ses vitrines un flashback du tournage Emily in Paris.

## Pour approfondir